# 18102 Angrilli
18102 Angrilli este un asteroid din centura principală de asteroizi.

## Descriere
18102 Angrilli este un asteroid din centura principală de asteroizi. A fost descoperit pe 3 iunie 2000 la Stația Anderson Mesa în cadrul programului LONEOS. Asteroidul prezintă o orbită caracterizată de o semiaxă mare de 2,43 ua, o excentricitate de 0,13 și o înclinație de 5,1° în raport cu ecliptica.